# 拟尾孢虫科
拟尾孢虫科（学名：Myxobilatidae）是双壳目下的一个科。

## 下属分类
本科包括以下属：
- Acauda Whipps, 2011
- Hoferellus Berg, 1898
- 拟尾孢虫属 Myxobilatus Davis, 1944